# AAT Challenger Santa Fe 2023
L'AAT Challenger Santa Fe 2023 è stato un torneo maschile di tennis giocato sulla terra rossa. È stata la 1ª edizione del torneo, facente parte della categoria Challenger 50 nell'ambito dell'ATP Challenger Tour 2023. Si è giocato al Santa Fe Lawn Tennis Club  di Santa Fe, in Argentina, dal 3 al 9 luglio 2023.

## Partecipanti

### Teste di serie
| Nazionalità | Giocatore                     | Ranking* | Testa di serie |
| ----------- | ----------------------------- | -------- | -------------- |
| Argentina   | Mariano Navone                | 190      | 1              |
| Argentina   | Santiago Fa Rodríguez Taverna | 228      | 2              |
| Argentina   | Román Andrés Burruchaga       | 238      | 3              |
| Argentina   | Francisco Comesaña            | 242      | 4              |
| Brasile     | Gustavo Heide                 | 338      | 5              |
| Brasile     | Eduardo Ribeiro               | 344      | 6              |
| Perù        | Nicolás Álvarez               | 405      | 7              |
| Brasile     | Pedro Boscardin Dias          | 414      | 8              |
| Argentina   | Matías Franco Descotte        | 426      | 9              |

* Ranking al 26 giugno 2023.

### Altri partecipanti
I seguenti giocatori hanno ricevuto una wild card per il tabellone principale:
- Alejo Lorenzo Lingua Lavallén
- Juan Ignacio Londero
- Lucio Ratti

I seguenti giocatori sono entrati in tabellone come alternate:
- Preston Brown
- Juan Manuel La Serna

I seguenti giocatori sono passati dalle qualificazioni:
- Álvaro Guillén Meza
- Daniel Vallejo
- Luciano Tacchi
- Igor Gimenez
- Nicolás Villalón
- Lautaro Corthey

## Punti e montepremi
| Torneo    | Torneo              | V     | F     | SF    | QF    | 2T  | 1T  | Q | Q2  | Q1  |
| Singolare | Punti               | 50    | 30    | 17    | 9     | 4   | 0   | 3 | 1   | 0   |
| Singolare | Premi in denaro ($) | 5 500 | 3 260 | 1 900 | 1 120 | 660 | 395 | – | 215 | 125 |
| Doppio    | Punti               | 50    | 30    | 17    | 9     | –   | 0   | – | –   | –   |
| Doppio    | Premi in denaro ($) | 2 130 | 1 250 | 745   | 435   | –   | 245 | – | –   | –   |

## Campioni

### Singolare
Mariano Navone ha sconfitto in finale  Daniel Vallejo con il punteggio di 6–2, 6–4.

### Doppio
Vasil Kirkov /  Matías Soto hanno sconfitto in finale  Ignacio Carou /  Ignacio Monzón con il punteggio di 7–6(3), 6–2.